# Micromacronus leytensis
Timali-das-visayas ou microfelosa-das-vissaias (Micromacronus leytensis) é uma espécie de ave da família Cisticolidae.
É endémica das Filipinas.
Os seus habitats naturais são: florestas subtropicais ou tropicais húmidas de baixa altitude e regiões subtropicais ou tropicais húmidas de alta altitude.
Está ameaçada por perda de habitat.